# Câmara Municipal em Lubin

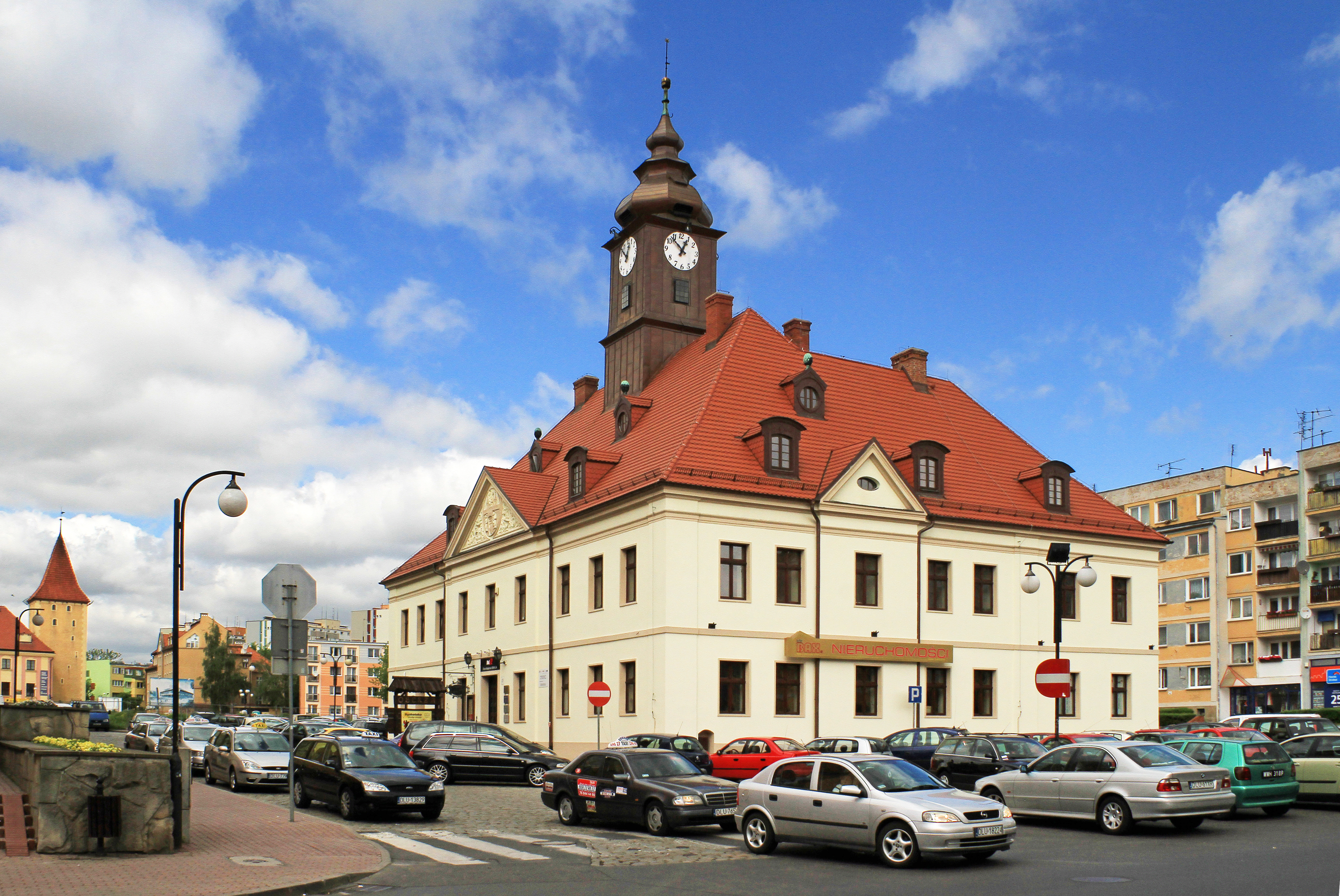
A Câmara Municipal

A Câmara Municipal em Lubin – foi construída em 1768 no estilo barroco, restaurado no século XIX. A construção foi destruída em 1945 e reconstruída em 1950. Atualmente na Câmara Municipal tem sua sede o Museu Histórico em Lubin com também é sede do presidente da cidade e conselho municipal.   

## História
A primeira Câmara Municipal renascentista em Lubin foi emergida em 1515, durante um grande desenvolvimento da cidade. Esta construção foi destruída no resultado de incêndio em 1757 e foi desmontada. Em 1768, invés de câmara velha, foi construída a construção contemporânea. A Câmara Municipal ficou reconstruída significativamente no século XIX e XX. O edifício ficou estragado gravemente em 1945 em resultado das operações militares e foi restabelecido novamente em 1950. Isto resultou em a falta da qualidade estilística. Em 2010 a Câmara Municipal ficou restaurada, a sua torre foi encoberta por uma folha de cobre.
Da decisão do conservador provincial de monumentos do dia 14 de Abril de 1981 a Câmara Municipal ficou registada no registo dos monumentos.

## Arquitectura
A Câmara Municipal e a construção do barroco tarde emergida no plano de retângulo, tem 2 andares e é encoberto por um telhado de anca com lucarnas. No telhado fica uma torrezinha encoberta por uma folha de cobre com uns mostradores de relógio, coroado por telhado barroco na forma de elmo com uma agulha. A fachada está encoberta por avant-corps. A fachada do lado ocidental tem tímpano, no qual entre ornamentos fica o brasão da cidade.

## Galeria

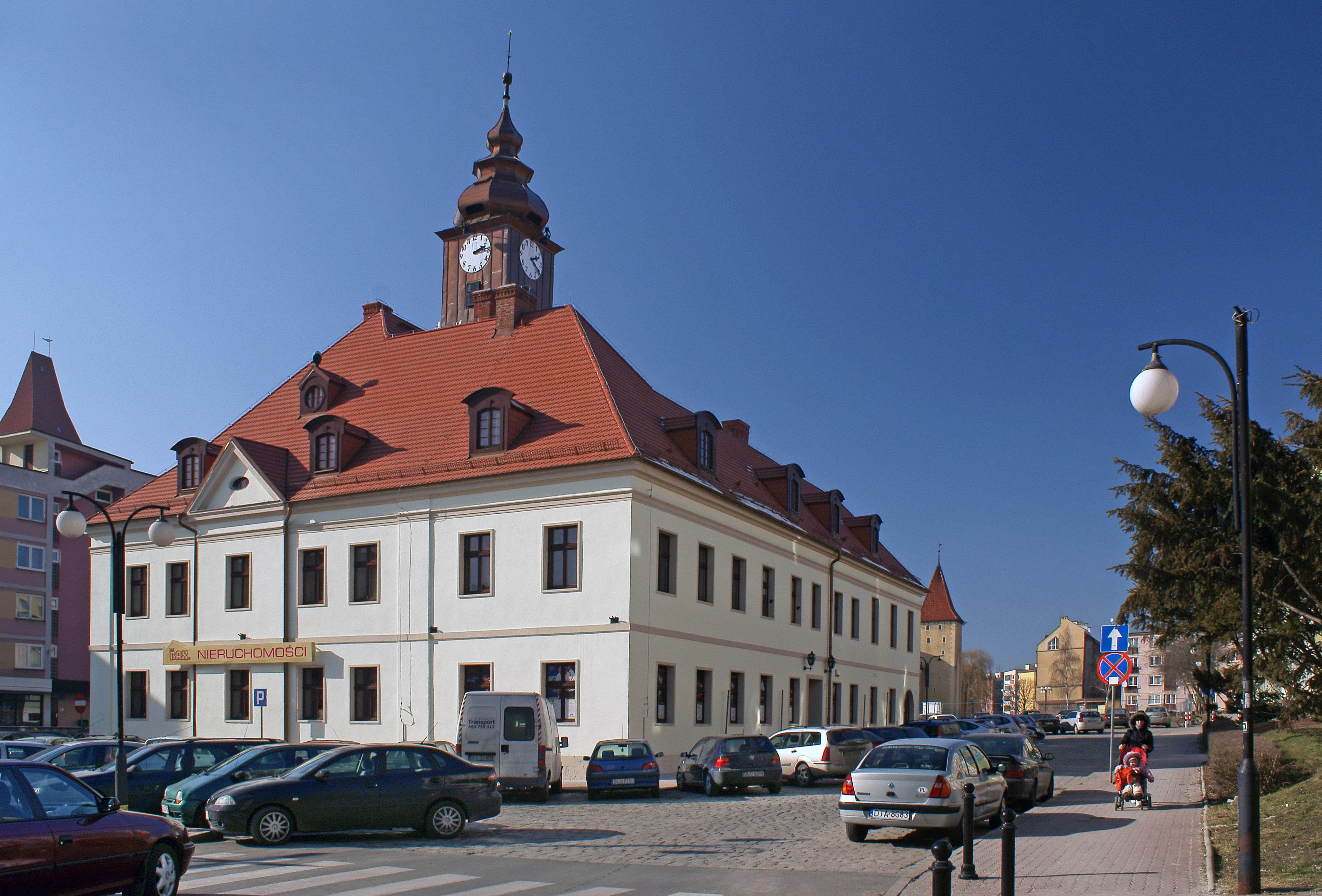
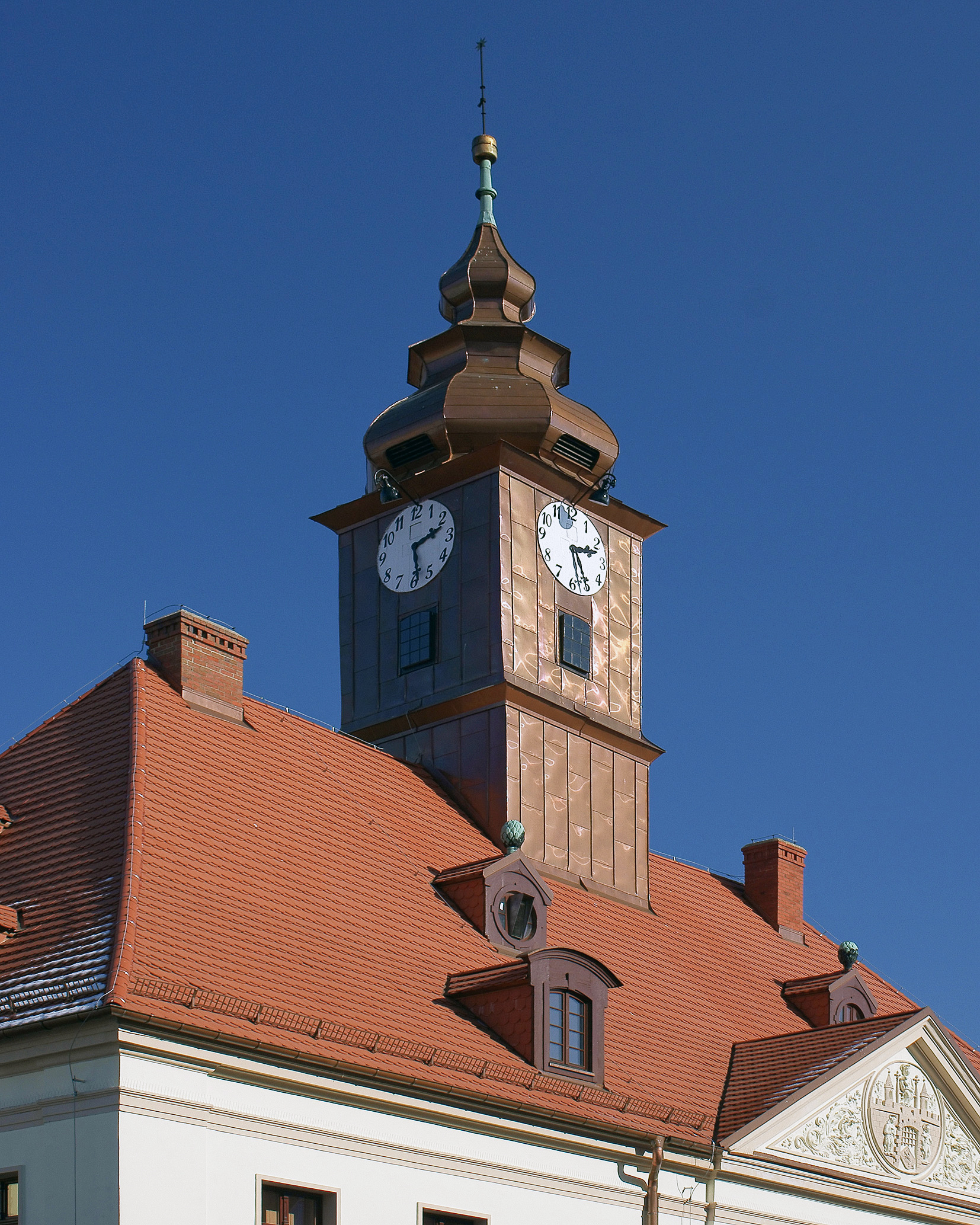